# 沖縄バス豊見城営業所
沖縄バス豊見城営業所（おきなわバスとみしろえいぎょうしょ）は、沖縄県豊見城市字豊崎3-30にある沖縄バスの営業所である。

## 概要
沖縄バスでは那覇市旭町に整備工場とバス駐車場、那覇バスターミナル（那覇市泉崎）内に那覇営業所を設置していた。
給油所など設備の老朽化や車両の大型化・低床化に伴い、整備工場とバス駐車場を統合した新拠点を設置して移転することとし、2020年4月に那覇市旭町の整備工場とバス駐車場の用地を長谷工コーポレーションへ売却した上で、豊見城市で新拠点の整備を進めてきた。そして2022年4月18日に豊見城営業所を開設した。これに伴い、同日より那覇バスターミナル - 豊見城営業所の延伸区間が設定された。
沖縄バスの路線の約6割を管轄しており、観光部門の営業所も兼ねているため、沖縄バスの営業所としては最大規模となる。バスが100台程度駐車できる駐車場と、バスの整備工場や給油・洗車用の設備がある。駐車場部分は2階建てとなっており、2階部分は乗務員用の駐車場となっている。さらに、事務所と利用客向けのバス待合室がある。
- 所在地 - 沖縄県豊見城市字豊崎3-30[3]
  - 輸送部・豊見城営業所
  - 観光部・貸切バス予約センター
  - 豊見城整備工場

## 沿革
- 2022年4月18日：豊見城営業所として開設[1][2]。5路線の営業所への乗り入れを開始[2]。
- 2022年8月22日：18番・777番が減便され、全便が屋慶名出張所の管轄となる。
- 2023年11月11日：32番・43番に、豊見城営業所発着のサンエーパルコシティ経由の便やコンベンションシティ経由の便を新設。

## 発着路線
※43番・87番以外は豊見城営業所を発着する一部便のみ
| 番号 | 路線                     | 主な経由地 | 行先                 |
| ---- | ------------------------ | --- | -------------------- |
| 27   | 屋慶名（大謝名）線       | 道の駅豊崎・我那覇・高良・赤嶺駅・那覇西高校・旭橋・久茂地・大謝名・真栄原・普天間・胡屋・コザ・安慶名・平敷屋                                                     | 屋慶名バスターミナル |
| 32   | コンベンションセンター線 | 道の駅豊崎・我那覇・高良・赤嶺駅・那覇西高校・旭橋・久茂地・安謝橋・屋富祖（サンエーパルコシティ前）・真志喜（コンベンションシティ）・コンベンションセンター       | 真志喜駐車場         |
| 39   | 南城線                   | 道の駅豊崎・我那覇・高良・赤嶺駅・那覇西高校・旭橋・開南・古波蔵・国場・与那原・馬天                                                                               | 南城市役所           |
| 43   | 北谷線                   | 道の駅豊崎・我那覇・高良・赤嶺駅・那覇西高校・旭橋・久茂地・安謝橋・屋富祖（サンエーパルコシティ前）・真志喜（コンベンションシティ）・コンベンションセンター・北谷 | 北谷ゲートウェイ     |
| 87   | 赤嶺てだこ線             | 道の駅豊崎・我那覇・高良・赤嶺駅・那覇西高校・旭橋・久茂地・安謝橋・浦添高校・沢岻・経塚                                                                           | 沖縄療育園前         |

## 管轄路線

### 現行路線
- 20番・名護西線（琉球バス交通との共同運行）
- 27番・屋慶名（大謝名）線
- 28番・読谷（楚辺）線（琉球バス交通との共同運行）
- 29番・読谷（喜名）線（琉球バス交通との共同運行）
- 32番・コンベンションセンター線
- 34番・東風平線
- 35番・志多伯線
- 36番・糸満〜新里線
- 39番・南城線
- 40番・大里線
- 43番・北谷線
- 47番・てだこ線
- 52番・与勝線
- 61番・前原線
- 77番・名護東（辺野古）線
- 80番・与那城線
- 87番・赤嶺てだこ線
- 89番・糸満（高良）線（琉球バス交通との共同運行）
- 92番・那覇〜イオンモール線
- 96番・北谷〜イオンモール線
- 120番・名護西空港線（琉球バス交通との共同運行）
- 200番・糸満おもろまち線
- 228番・読谷おもろまち線（琉球バス交通との共同運行）
- 235番・志多伯おもろまち線
- 309番・大里〜結の街線
- 334番・国立劇場おきなわ線
- 339番・南城〜結の街線
- 385番・サンエーパルコシティ線

## 隣のバス停
27番・32番・39番・43番・87番
 豊見城営業所  - 運転免許センター前